# 厚生年金休暇センター
厚生年金休暇センター（こうせいねんきんきゅうかセンター）は、かつて厚生年金保険加入者の福祉増進を目的として社会保険庁が設置した厚生年金福祉施設の一つ。厚生年金保険法第79条に基づき設置されている。社会保険庁に関連する財団法人である厚生年金事業振興団が運営していた。「ウェルサンピア」の愛称を用いていた。
同じくウェルサンピアの愛称であった厚生年金健康福祉センターおよび厚生年金スポーツセンターについても本項にて記す。

## 概要
宿泊施設、研修施設、レストランのほか、保養と健康増進も目的としているためテニスコート、レジャープール、ゴルフ練習場などを備え、一部の施設では総合老人ホーム（老人福祉施設）的位置づけもある。厚生年金健康福祉センター、厚生年金スポーツセンターも基本的に同様の施設を持つが、特にスポーツセンターは休暇センターよりも健康増進に主眼を置いた施設となっており、宿泊設備は付帯設備的な位置づけとなっている。
宿泊にあたっては、厚生年金被保険者の宿泊が基本に料金設定がされており、厚生年金受給者は約2割引、逆に一般（厚生年金非加入者）は約2割増しの料金体系となっている。
2005年10月1日付をもって施設保有権が年金・健康保険福祉施設整理機構に移管されており、全施設について5年以内をめどに段階的に廃止・売却の手続きが進められた。施設の売却後の処遇については一部の施設で「中心的な機能を維持することが条件」等とされているものの基本的には新たな施設管理者に委ねられることになっている。このうちスケートリンクを備えたウェルサンピア敦賀とウェルサンピア倉敷については西日本でも数少ない公共施設のリンクとしてフィギュアスケート関係者の間で存続運動が起こっていたが、ウェルサンピア敦賀は地元企業が落札し「ニューサンピア敦賀」、ウェルサンピア倉敷は同施設に近接している倉敷芸術科学大学を運営する加計学園が落札し同大学付属研究施設「ヘルスピア倉敷」として存続している。

## かつて保有・運営していた施設一覧

### 厚生年金休暇センター

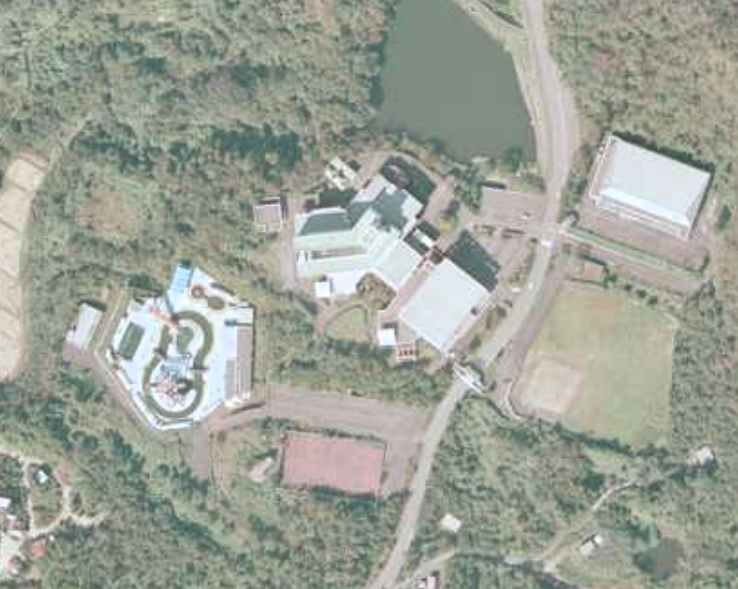
秋田厚生年金休暇センター

- 青森厚生年金休暇センター（ウェルサンピア八戸・青森県八戸市） - ヒルトップパートナーズがグランドサンピア八戸[1]として運営。
- 秋田厚生年金休暇センター（ウェルサンピア秋田・秋田県由利本荘市） - 2008年に「サンピア21 Akita-yurihonjoh」となった後2010年に営業終了。
- 山形厚生年金休暇センター（ウェルサンピア山形・山形県山形市） - グリーン観光がヒルズサンピア山形として運営。
- 栃木厚生年金休暇センター（ウェルサンピア栃木・栃木県鹿沼市） - ニューサンピア栃木[2]として運営。
- 埼玉厚生年金休暇センター（ウェルサンピア埼玉おごせ・埼玉県入間郡越生町） - ニューサンピア埼玉おごせ[3]として運営。
- 千葉厚生年金休暇センター（ウェルサンピア千葉・千葉県千葉市中央区） - 2010年3月営業終了。一部の施設は「ニューサンピア千葉」として営業継続したが2012年末までに閉鎖。
- 富山厚生年金休暇センター（ウェルサンピア立山・富山県富山市） - ホテル森の風立山[4]として運営。
- 静岡厚生年金休暇センター（ウェルサンピア沼津・静岡県沼津市） - ニューウェルサンピア沼津[5]として運営。
- 三重厚生年金休暇センター（ウェルサンピア伊勢・三重県伊勢市） - 伊勢かぐらばリゾート・千の杜[6]として運営。
- 滋賀厚生年金休暇センター（ウェルサンピア滋賀・滋賀県近江八幡市） - 2009年3月営業終了。たねやが「ラ・コリーナ近江八幡」[7]として運営。
- 京都厚生年金休暇センター（ウェルサンピア京都・京都府京田辺市） - 2009年10月営業終了。同志社大学多々羅キャンパスとして運営された後、カゴヤ・ホールディングスのグループ企業、カゴヤ・アセットマネジメントの所有となっている[8]。
- 岡山厚生年金休暇センター（ウェルサンピア岡山・岡山県総社市） - サントピア岡山総社として運営。
- 山口厚生年金休暇センター（ウェルサンピア宇部・山口県宇部市） - 生活協同組合コープやまぐちが取得しCOCOLAND山口宇部[9]として運営。
- 愛媛厚生年金休暇センター（ウェルサンピア伊予・愛媛県伊予市） - ウェルピア伊予[10]として運営。
- 佐賀厚生年金休暇センター（ウェルサンピア伊万里・佐賀県伊万里市） - フォレストイン伊万里[11]として運営。
- 大分厚生年金休暇センター（ウェルサンピア大分日出・大分県速見郡日出町） - スパ&リゾート ホテルソラージュ大分日出として運営。
- 沖縄厚生年金休暇センター（ウェルサンピア沖縄・沖縄県南城市） - ウェルネスリゾート沖縄休暇センター[12]として運営。

### 厚生年金健康福祉センター
- 厚生年金健康福祉センターサンピア仙台（ウェルサンピア仙台・宮城県仙台市若林区） - 2010年2月営業終了。2017年10月よりサンピアの湯、サンピアスポーツクラブ仙台、サンピア仙台健診クリニックとして運営。
- 福島厚生年金健康福祉センターサンピア会津（ウェルサンピア会津・福島県会津若松市） - 大江戸温泉物語 湯屋あいづとして運営。
- 茨城厚生年金健康福祉センターサンピア日立（ウェルサンピア日立・茨城県日立市） - 久慈サンピア日立として運営。
- 群馬厚生年金健康福祉センターサンピア高崎（ウェルサンピア高崎・群馬県高崎市） - 2009年12月に民間に売却されニューサンピアと改称[13]。ニューサンピアも2022年3月末で営業終了[13]。
- 千葉厚生年金健康福祉センターサンピア君津（ウェルサンピア君津・千葉県君津市） - 大江戸温泉物語 君津の森として運営。
- 東京厚生年金健康づくりセンターサンピア多摩（ウェルサンピア多摩・東京都多摩市） - 2010年3月営業終了。
- 石川厚生年金健康福祉センターサンピア小松（ウェルサンピア小松・石川県小松市） - ホテルグランティア小松エアポート[14]として運営。
- 福井厚生年金健康福祉センターサンピア敦賀（ウェルサンピア敦賀・福井県敦賀市） - ニューサンピア敦賀として運営。
- 長野厚生年金健康福祉センターサンピア佐久（ウェルサンピア佐久・長野県佐久市） - ウェルハウスのぞみサンピア[15]として運営。
- 厚生年金健康福祉センターサンピア岐阜（ウェルサンピア岐阜・岐阜県岐阜市） - 2010年2月営業終了。
- 愛知厚生年金健康福祉センターサンピア岡崎（ウェルサンピア岡崎・愛知県岡崎市） - 2009年営業終了。
- 三重厚生年金健康福祉センターサンピア伊賀（ウェルサンピア伊賀・三重県伊賀市） - サンピア伊賀として運営。
- 厚生年金健康福祉センターサンピア大阪（ウェルサンピアなにわ・大阪府大阪市住之江区） - 2008年2月営業終了。
- 兵庫厚生年金健康福祉センターサンピア姫路ゆめさき（ウェルサンピア姫路ゆめさき・兵庫県姫路市） - ニューサンピア姫路ゆめさき[16]として運営。
- 厚生年金健康福祉センターサンピア和歌山（ウェルサンピア和歌山・和歌山県和歌山市） - 2007年1月営業終了。
- 岡山厚生年金健康福祉センターサンピア倉敷（ウェルサンピア倉敷・岡山県倉敷市） - ヘルスピア倉敷として運営。
- 広島厚生年金健康福祉センターサンピア福山（ウェルサンピア福山・広島県福山市） - 2010年春に建物解体済。
- 香川厚生年金健康福祉センターサンピアさぬき（ウェルサンピアさぬき・香川県木田郡三木町） - トレスタ白山アイスアリーナとして運営。
- 厚生年金健康福祉センターサンピア高知（ウェルサンピア高知・高知県高知市） - サンピアセリーズ[17]として運営。
- 長崎厚生年金健康福祉センターサンピア佐世保（ウェルサンピア佐世保・長崎県佐世保市） - パラダイスガーデンサセボ[18]として運営。
- 宮崎厚生年金福祉センターサンピア都城（ウェルサンピア都城・宮崎県都城市） - 2006年営業終了。
- 鹿児島厚生年金福祉センターサンピアあいら（サンピア鹿児島あいら・鹿児島県姶良市） - 2007年10月営業終了。

### 厚生年金スポーツセンター
- 宮城厚生年金スポーツセンター（ウェルサンピアみやぎ泉・宮城県黒川郡大和町） - ベルサンピアみやぎ泉[19]として運営。
- 東京厚生年金スポーツセンター（ウェルサンピア東京・東京都世田谷区） - 世田谷区立大蔵第二運動場[20]として運営。
- 新潟厚生年金スポーツセンター（ウェルサンピア新潟・新潟県新潟市西区） - メイワサンピアとして営業していたが、2018年9月営業終了。
- 福岡厚生年金スポーツセンター（ウェルサンピア福岡・福岡県福津市） - サンピア福岡として営業していたが、2015年に閉鎖。